# Polskie kalendarze zaolziańskie
Polskie kalendarze zaolziańskie – kalendarze wydawane na Zaolziu od końca XIX wieku, a regularnie od 1985 r.

## Opis
Na Zaolziu do 1985 roku zostało wydanych co najmniej 101 różnych polskich kalendarzy. Forma kalendarzy była początkowa bardzo skromna, ale stopniowo były wzbogacane. Na początku kalendarze miały charakter wyznaniowy, później ogólnoinformacyjne, polityczne, kulturalno-oświatowe, narodowe, zawodowe, spółdzielcze, fachowe i dużo innych. Kalendarzami zajmowali się różni historycy, między innymi Ludwik Brożek, Władysław i Wojciech Chojnaccy. 

### Historia
Pierwsze kalendarze zaczęły się pojawiać stosunkowo późno, kiedy w innych państwach i regionach były już dawno publikowane. Pierwszym wydawcą a równocześnie redaktorem był Paweł Stalmach. To on w roku 1856 rozpoczął wydawać "Kalendarz Cieszyński dla ewangelików i katolików". Tytuł tego a również innych kalendarzy były czasami zmieniane. Pierwsze kalendarze nie były zbyt obszerne. Zawierały wiadomości astronomiczno-gospodarskie, prognostyki, spisy jarmarków i działy pouczające.
Kalendarze katolicko-ewangielickie koncentrowały się coraz bardziej tylko na ludności katolickiej więc ewangelicy postanowili wydawać własny kalendarz. Ks. Franciszek Michejda wydał w 1882 roku "Kalendarz Ewangelicki". Wychodził do 1939 roku w Cieszynie. W pierwszych wydaniach przeważała treść religijna, z czasem zawierał coraz więcej treści świeckich.
Od końca XIX wieku tzw. grupa radykałów frysztackich prowadziła działalność wydawniczą. Franciszek Friedel wydał w roku 1903 aż pięć kalendarzy jednak tylko jeden był wydawany również w następnych latach.
Dużo nowych kalendarzy pojawiło się na początku XX wieku. Był to okres sporu o przynależność państwową Śląska Cieszyńskiego. Wydawcą był w tym czasie Bruno Kotula, który był właścicielem Księgarni Polskiej "Stella". Ukazały się tytuły: "Kalendarz Górniczy i Hutniczy", "Kalendarz Kieszonkowy Polskiego Związku Zawodowego Chrześcijańskich Robotników", "Poseł Ludowy" i inne.
Po podziale Śląska Cieszyńskiego wychodziło mniej kalendarzy polskich, ale z czasem ich liczba znowu się podniosła. Niektóre były kontynuacją już tych istniejących ale większość była zupełnie nowych. Powstało więcej kalendarzy politycznych, narodowych, spółdzielczych, związkowych, fachowych i innych. 
W 1939 roku nie wydano dużo kalendarzy. A w latach 1939-1945 nie było możliwe wydawanie jakichkolwiek kalendarzy polskich.

### Ośrodki wydawcze
Frysztat
To, kiedyś samodzielne miasto od końca XIX wieku zaczęło przybierać na znaczeniu. Charakter kalendarzy był przystosowany do mieszkających tu ludzi. Znajdowały się w nich tematy społeczno-gospodarcze. Pierwszym wydawcą był miejscowy drukarz Gustaw Axtmann. 
Orłowa
Od początku XX wieku istniała tu "Polska Spółka Kalendarzowa Józefa Nowaka", która od 1911 roku posiadała drukarnię i introligatornię. W 1918 roku zaczęto wydawać pierwsze kalendarze. 
Czeski Cieszyn
Powstał po 1920 roku z powodu podziału Śląska Cieszyńskiego. Z czasem był on najważniejszym ośrodkiem. Kalendarze wydawały tutaj różne ugrupowanie polskie charakteru narodowego, politycznego, wyznaniowego... 
Ostrawa
(Morawska Ostrawa, Śląska Ostrawa) 
Trzyniec
Karwina
Łazy
Stonawa

### Tytuły kalendarzy na Zaolziu
"Kalendarz Katolicki Wieńca i Pszczółki" (1892-1899)
"Kalendarz Katolicki" (1877-1890)
"Powszechny kalendarz polski rzymsko i greckokatolicki, ewangelicki i żydowski" (1886-1887)
"Kalendarz dla ludu ewangelickiego" (1883-1884)
"Kalendarz Górniczy" (1894-1898)
"Kalendarz Rolników Szląskich" (1875-1877)
"Kalendarzyk Kieszonkowy" (1877-1890)
"Ojcze Nasz. Kalendarz na czas i wieczność" (część I 1884, II i III 1887)
"Powszechny Kalendarz Ludowy" (1898-1918)
"Powszechny kalendarz rzymsko i greckokatolicki, ewangelicki i żydowski" (1877-1915)
"Kalendarz Górniczy i Hutniczy" (1898-1903)
"Kalendarz Kieszonkowy Polskiego Związku Zawodowego Chrześcijańskich Robotników" (1910)
"Poseł Ludowy" (1914-1917)
"Śląski Kalendarz Rolniczy" (1913)
"Śląski Kalendarz Ludowy" (1910-1920)
"Powszechny Kalendarz Ludowy" (1895-1918)
"Kalendarz Przyjaciel Żołnierski" (1917-1918)
"Ewangelik. Kalendarz dla ewangelickiego ludu polskiego" (1918)
"Kalendarz Rodzinny na rok Pański..." (1918-1920)
"Kalendarzyk Polskiej Księgarni" "Stella" (1917-1918)
"Kalendarz polski, rzymskokatolicki, ewangelicki, żydowski, astronomiczny, gospodarski i domowy" (1891)
"Mały Kalendarz Polski rzymskokatolicki, grecko-katolicki, ewangelicki, żydowski, astronomiczny, gospodarski i domowy" (1892)
"Wielki Kalendarz Polski rzymsko i grecko-katolicki, ewangelicki, żydowski, astronomiczny, gospodarski i domowy" (1892)
"Kalendarz polskiego żołnierza dla prawdziwych przyjaciół żołnierza i dla wszystkich, którzy sprawą militaryzmu się zajmują" (1903)
"Kalendarz robotniczy" (1903)
"Kalendarz rodzinny" (1903)
"Poseł Ludowy" (1903-1912)
"Uniwersalny Kalendarz Ludowy" (1903)
"Górniczy kalendarz kieszonkowy" (1916-1920)
"Listonosz z nowym Rokiem 1919"
"Śląski Kalendarz Robotniczy" (1920)
"Kalendarz Ludowy Powieściowy wszechświatowy. Na rok Pański..." (1918-1920)
"Kalendarzyk kieszonkowy na rok..." (1918-1920)
"Kalendarzyk pobożny dla dzieci oraz z pieśniami kościelnymi na rok 1918"
"Polski kalendarz republikański zawierający opis szlachetnych czynów w walce o wolność ukochanej ojczyzny. Na rok Pański..." (1920-1924)
"Powieściowy kalendarz dla wszystkich stanów i zawodów narodu polskiego na rok Pański..." (1918-1919)
"Przyjaciel polskiego żołnierza zawierający opis bohaterskich walk, przebytych trudów i przygód wojennych. Na rok Pański..." (1918-1927) 
"Ucieszny kalendarz humorystyczny zawierający wesołe opowiadania, żarty i dowcipy na rok Pański..." (1919-1927)
"Wielki kalendarz rodzinny czyli uniwersalny skarbiec ciekawych powieści, zbiór wiadomości praktycznych oraz wesołych i zabawnych opowiadań. Na rok Pański..." (1918-1927)
"Ilustrowany Kalendarz Nowoczesny na rok... Jest to kalendarz najcenniejszy i najciekawszy. Znajdziesz w niem wszystko a ciekawość Twoją zaspokoi w zupełności. Jest on prawcziwym duchem czasu. Bierz tylko i czytaj" (1926-1927)
"Ilustrowany Kalendarz Rolnik-Ogrodnik i Gospodarz na rok 1926" (1926-1927)
"Kalendarz Ludowy Powieściowy wszechświatowy. Na rok Pański... Zawiera zbiór prześlicznie zebranych powieści ludowych oraz cennych rad praktycznych dla wszystkich stanów i zawodów" (1921-1922)
"Kalendarz ludowy wszechświatowy czyli wierny Towarzysz ludu na rok... W chwilach odpoczynku i podczas długich wieczorów zimowych rozwesela i poucza o rzechach użytecznych, przynosi rzeczy ciekawe ze świata i najnowsze wynalazki. Jest doradcą wszystkich stanów i zawodów w chwilach smutku i wesela. Czytaj sam i polecaj go drugiemu" (1923-1924)
"Kalendarz Maryański..." (1922)
"Kalendarz Marjański czyli Czciciel Marji. Ulubiony to kalendarz w Polsce. Dla rodzin chrześcijańskich prawdziwy przyjaciel domu. W chwilach wolnych po pracy, w niedzielę i święta lub długie wieczory zimowe umie on pocieszyć, rozweselić a ciekawym przynosi wiele rzeczy ze świata o nowych wynalazkach, z życia ludów i t.p. Znajdziesz w nim to, czego szukasz; bierz tylko i czytaj!" (1923-1927)
"Kalendarz Wszechświatowy czyli wierny Towarzysz ludu na rok 1925. W chwilach odpoczynku i podczas długich wieczorów zimowych rozwesela i poucza o rzeczach użytecznych, przynosi rzeczy ciekawe ze świata i najnowsze wynalazki oraz wiele interesujących opowieści. Jest doradcą wszystkich stanów i zawodów w chwilach smutku i wesela. Czytaj sam i polecaj drugim"
"Ilustrowany Kalendarz Wszechświatowy czy Wierny Towarzysz Ludu..." (1926-1927)
"Polski Kalendarz Republikański..." (1921-1924)
"Przyjaciel żołnierza na rok 1925. Zebrał F. Roma. Każdy człowiek chętnie obcuje z dobrym przyjacielem i oto masz najwierniejszego, który kocha Ojczyznę i chce z Tobą się tem podzielić. Opowiada on o wielu rzeczach ciekawych z czasu wojny i życia żołnierza, także o wynalazkach, rozwesela jednych i pociesza drugich. W żadnym domu polskim brakować go nie powinno"
"Ilustrowany kalendarz przyjaciel żołnierza na rok 1926. Każdy człowiek..." (1926-1927)
"Ilustrowany Kalendarz Humorystyczny" (1922-1927)
"Wielki Kalendarz Rodzinny. Na rok Pański..." (1922-1925)
"Wielki Ilustrowany Kalendarz Rodzinny czyli Skarb domowy na rok..." (1926-1927)
"Kalendarz Góralski" (1932, 1938)
"Kalendarz Kieszonkowy Ludowej Drukarni we Frysztacie" (1931, 1934, 1936)
"Kalendarz Ludowej Drukarni Sembol i Ska we Frysztacie" (1935)
"Kalendarz kieszonkowy Ludowej Drukarni na rok..." (1938-1939)
"Kalendarz listonosza" (1937)
"Kalendarz Ludowy na rok zwyczajny 1926"
"Kalendarz Powieściowy na rok..." (1925-1939)
"Kalendarz za 2 Kčs na rok..." (1934, 1936-1938)
"Kalendarz kieszonkowy na rok 1938"
"Kalendarzyk kieszonkowy Ludowej Drukarni Sembol i Ska we Frysztacie na rok 1939"
"Polski kalendarz kieszonkowy na rok 1921"
"Spółdzielczy kalendarz kieszonkowy 1935"
"Strażacki kalendarz kieszonkowy na rok..." (1937-1938)
"Śląski Kalendarz Jepeusa 1938"
"Śląski Kalendarz Robotniczy na rok..." (1920-1922, 1924-1939)
"Z powinszowaniem Nowego Roku" (1924-1930)
"Kalendarz dla robotników, rolników i leśnych na rok 1922"
"Kalendarz Naszego Ludu" (1926-1937)
"Kalendarz Śląski" (1931-1932)
"Kalendarz Związku Śląskich Katolików (1924-1927, 1933-1935)
"Marjański Kalendarz Związku Śląskich Katolików na rok..." (1928-1932)
"Nasz Kalendarz Ewangelicki" (1933-1939)
"Robotniczy Kalendarz Kieszonkowy" (1932)
"Górniczy kalendarz kieszonkowy na rok..." (1922-1923)
"Kalendarz na rok 1926, Centralne Stowarzyszenie Spożywcze dla Śląska w Łazach"
"Współdzielczy Kalendarz Robotniczy na rok 1923"
"Zawodowy Rocznik 1925"
"Odborová ročenka Gewerk. Jahrbuch - Rocznik Zawodowy 1928. Dělnický zpěvník - Arbeiter Lieberbuch Śpiewnik Robotniczy" (1928)
"Kalendarz Robotniczy i Ludowy na rok 1938"
"Kalendarz Górniczy na rok..." (1924-1938)
"Kalendarz robotniczy na rok..." (1927-1938)
"Kalendarz na rok 1926. Centralne Stowarzyszenie Spożywcze dla Śląska w Łazach" (1926-1927)
"Kalendarz Współdzielczy na rok..." (1929-1934)
"Kalendarz na rok 1936. Jubileuszowe sprawozdanie wydane z okazji 30-lecia istnienia Centralnego Stowarzyszenia Spożywczego dla Śląska w Łazach 1905-1935"
"Kalendarz na rok 1927 wydany na pamiątkę 30-letniego istnienia Stowarzyszenia Spożywczego dla robotników w Stonawie 1896-1926"
"Kalendarz Powieściowy" (1939)
"Nasz Klendarz Ewangelicki" (1939)
"Kalendarzyk kieszonkowy Ludowej Drukarni Sembol i Ska we Frysztacie na rok 1939"
"Śląski Kalendarz Robotniczy" (1939)

#### Kalendarz Śląski

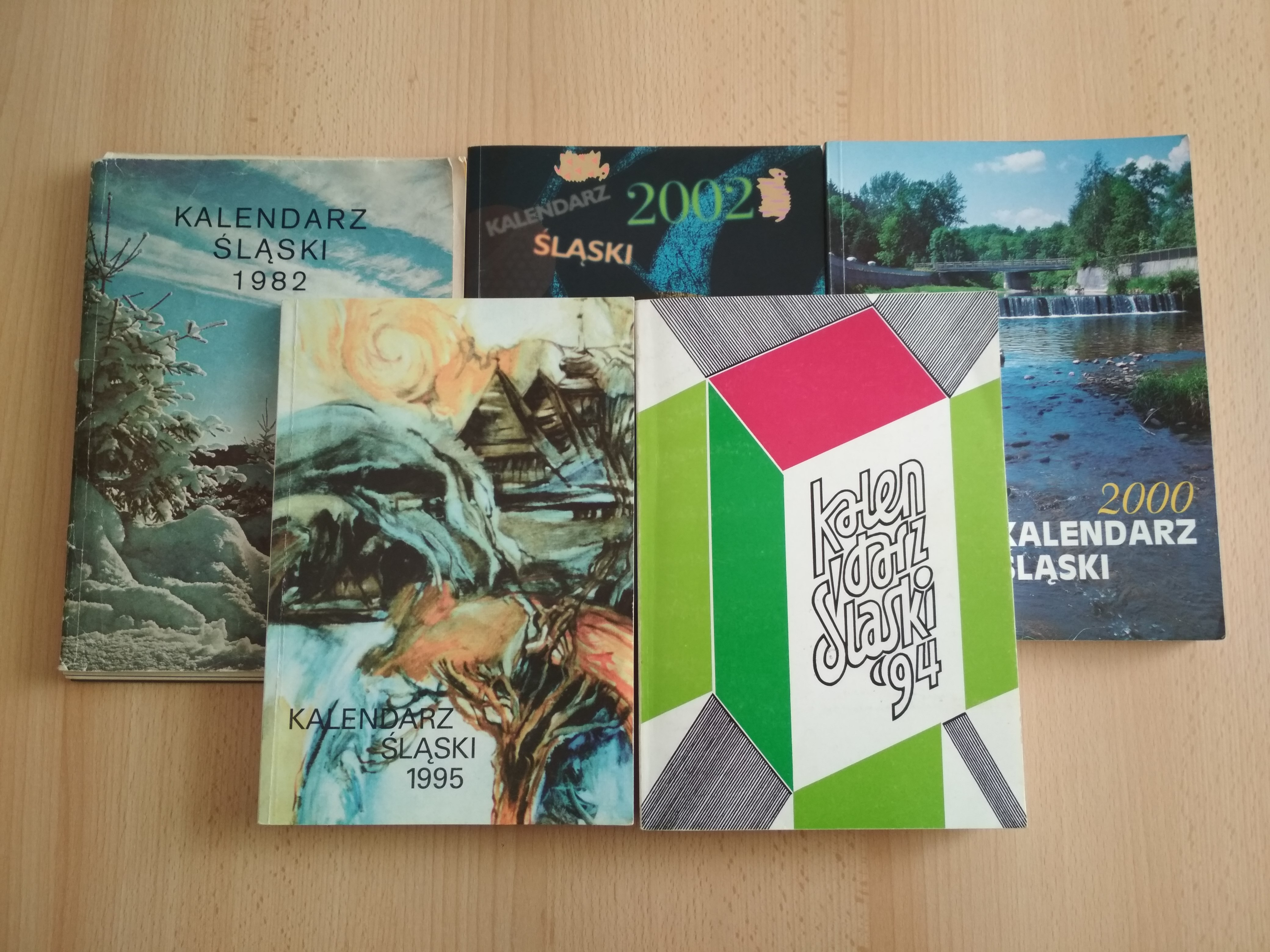
Okładki Kalendarzy Śląskich

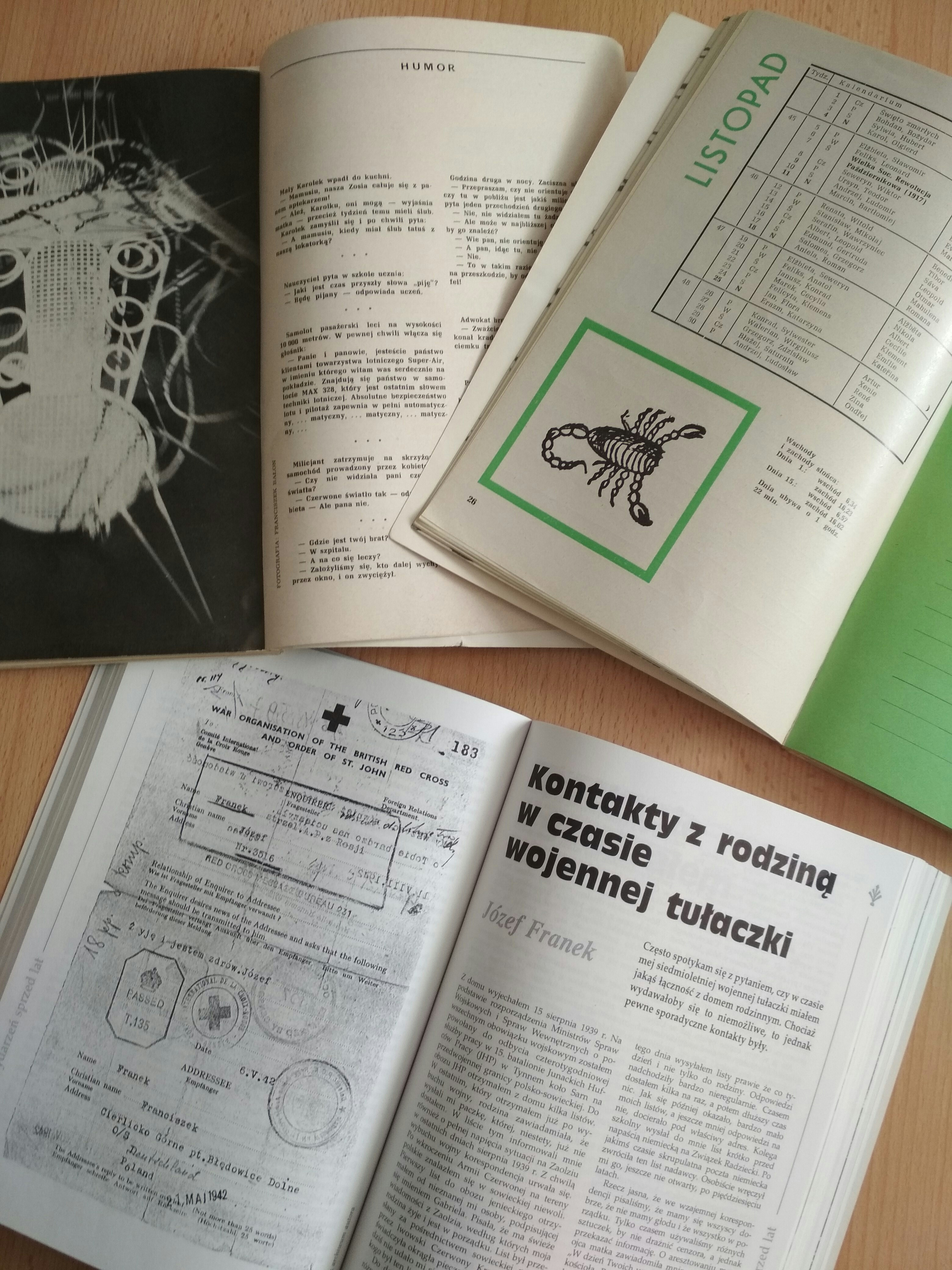
Kalendarze Śląskie

Pod koniec 1945 r. rozpoczęto wydawać w Czeskim Cieszynie "Kalendarz Głosu Ludu", który od 1954 roku zmienił nazwę na "Kalendarz Zwrotu" a od 1962 roku na "Kalendarz Śląski". Pod taką nazwą znamy go do dziś.
Kalendarz zawiera przysłowia, ważne daty, kronikę, krzyżówki, żarty, teksty różnych autorów i mnóstwo zdjęć. Okładki są co rok zaprojektowane w innym stylu, czasami pojawia się na niej zdjęcie, innym razem ilustracja. Struktura kalendarzy znacząco się nie zmieniała.
| na rok | wydane w roku | rocznik | redaktor odpowiedzialny | zredagowali                             | wydawca                                                        | druk                                                                | egzemplarze | cena       |
| 1962   | 1961          | I       | Henryk Jasiczek         | Henryk Jasiczek i Dr Tadeusz Siwek      | Krajské nakladatelství v Ostravě                               | Tisk,knížní výroba,n.p.,Brno,závod 3, Český Těšín                   | 9000        | 12,- Kčs   |
| 1963   | 1962          | II      | Henryk Jasiczek         | Henryk Jasiczek i Dr Tadeusz Siwek      | Krajské nakladatelství v Ostravě                               | Tisk,knížní výroba,n.p.,Brno,závod 3, Český Těšín                   | 11000       | 12,- Kčs   |
| 1964   | 1963          | III     | Henryk Jasiczek         | Henryk Jasiczek i Dr Tadeusz Siwek      | Krajské nakladatelství v Ostravě                               | Tisk,n.p.,Brno,provoz Český Těšín                                   | 10000       | 12,- Kčs   |
| 1965   | 1964          | IV      | Henryk Jasiczek         | Henryk Jasiczek z zespołem redakcyjnym  | Krajské nakladatelství v ostravě                               | Tisk,n.p.,Brno,provoz Český Těšín                                   | 10000       | 12,- Kčs   |
| 1966   | 1965          | V       | Henryk Jasiczek         | Henryk Jasiczek z kółkiem redakcyjnym   | Profil,Ostrawa                                                 | Tisk,n.p.,Brno,provoz Český Těšín                                   | 10000       | 12,- Kčs   |
| 1967   | 1966          | VI      | Henryk Jasiczek         | Henryk Jasiczek z zespołem redakcyjnym  | Profil,Ostrawa                                                 | Tisk,n.p.,Brno,provoz Český Těšín                                   | 11000       | 12,- Kčs   |
| 1968   | 1967          | VII     | Henryk Jasiczek         | Henryk Jasiczek z zespołem redakcyjnym  | Profil,Ostrawa                                                 | Tisk,n.p.,Brno,provoz Český Těšín                                   | 10500       | 12,- Kčs   |
| 1969   | 1968          | VIII    | Henryk Jasiczek         | Henryk Jasiczek z zespołem redakcyjnym  | Profil,Ostrawa                                                 | Tisk,n.p.,Brno,provoz Český Těšín                                   |             | 12,- Kčs   |
| 1970   | 1969          | IX      | Henryk Jasiczek         | Henryk Jasiczek z zespołem redakcyjnym  | Profil,Ostrawa                                                 | Tisk,n.p.,Brno,provoz Český Těšín                                   | 10000       | 12,- Kčs   |
| 1971   | 1970          | X       | Bronisław Bielan        | Bronisław Bielan                        | Profil,Ostrawa                                                 | Tisk,n.p.,Brno,provoz Český Těšín                                   | 8000        | 12,- Kčs   |
| 1972   | 1971          | XI      | Gustaw Przeczek         | Gustaw Przeczek                         | Profil,Ostrawa                                                 | Tisk,knížní výroba,n.p.,Brno,závod 3, Český Těšín                   | 8500        | 12,- Kčs   |
| 1973   | 1972          | XII     | Eva Sobková             | Gustaw Przeczek                         | Profil,Ostrawa                                                 | Tisk,knížní výroba,n.p.,Brno,závod 3, Český Těšín                   | 8000        | 12,- Kčs   |
| 1974   | 1973          | XIII    | Eva Sobková             | Daniel Kadłubiec i Jan Korzenny         | Profil Ostrawa przy współpracy z ZG PZKO                       | Tisk,knížní výroba,n.p.,Brno,závod 3, Český Těšín                   | 7500        | 12,- Kčs   |
| 1975   | 1974          | XIV     | Eva Sobková             | Jan Korzenny i Gustaw Przeczek          | Profil Ostrawa przy współpracy z ZG PZKO                       | Tisk,knížní výroba,n.p.,Brno,závod 3, Český Těšín                   | 7600        | 12,- Kčs   |
| 1976   | 1975          | XV      | Eva Sobková             | Jan Korzenny i Daniel Kadłubiec         | Profil Ostrawa przy współpracy z ZG PZKO                       | Tisk,knížní výroba,n.p.,Brno,závod 3, Český Těšín                   | 7600        | 12,- Kčs   |
| 1977   | 1976          | XVI     | Eva Sobková             | Jan Korzenny                            | Profil Ostrawa przy współpracy z ZG PZKO                       | Tisk,knížní výroba,n.p.,Brno,závod 3, Český Těšín                   | 7600        | 12,- Kčs   |
| 1978   | 1977          | XVII    | Eva Sobková             | Kazimierz Kaszper i Emilia Świder       | Profil Ostrawa przy współpracy z ZG PZKO                       | Tisk,knížní výroba,n.p.,Brno,závod 3, Český Těšín                   | 7500        | 12,- Kčs   |
| 1979   | 1978          | XVIII   | Eva Sobková             | Dr Daniel Kadłubiec i Dr Jan Korzenny   | Profil Ostrawa przy współpracy z ZG PZKO                       | Tisk,knížní výroba,n.p.,Brno,závod 3, Český Těšín                   | 7500        | 12,- Kčs   |
| 1980   | 1979          | XIX     | Eva Sobková             | Dr Daniel Kadłubiec i Dr Jan Korzenny   | Profil Ostrawa przy współpracy z ZG PZKO                       | Tisk,knížní výroba,n.p.,Brno,závod 3, Český Těšín                   | 7500        | 12,- Kčs   |
| 1981   | 1980          | XX      | Eva Sobková             | Kazimierz Kaszper i Emilia Świder       | Profil Ostrawa przy współpracy z ZG PZKO                       | Tisk,knížní výroba,n.p.,Brno,závod 3, Český Těšín                   | 7500        | 12,- Kčs   |
| 1982   | 1981          | XXI     | Eva Sobková             | Daniel Kadłubiec i Jan Korzenny         | Profil Ostrawa przy współpracy ZG PZKO                         | Moravské tiskařské Závody,n.p.,Olomouc,závod Ostrava,provoz Karviná | 7500        | 12,- Kčs   |
| 1983   | 1982          | XXII    | Eva Sobková             | Piotr Przeczek i Emilia Świder          | Profil Ostrawa przy współpracy ZG PZKO                         | Moravské tiskařské Závody,n.p.,Olomouc, provoz 21 Ostrava           | 7500        | 12,- Kčs   |
| 1984   | 1983          | XXIII   | Eva Sobková             | Dr Daniel Kadłubiec i Dr Jan Korzenny   | Profil Ostrawa przy współpracy ZG PZKO                         | Moravské tiskařské Závody,n.p.,Olomouc, provoz 21 Ostrava           | 7500        | 12,- Kčs   |
| 1985   | 1984          | XXIV    | Eva Sobková             | Piotr Przeczek i Otylia Toboła          | Profil Ostrawa przy współpracy ZG PZKO                         | Moravské tiskařské Závody,n.p.,Olomouc, provoz 21 Ostrava           | 7500        | 12,- Kčs   |
| 1986   | 1985          | XXV     | Eva Sobková             | Dr Daniel Kadłubiec i Dr Jan Korzenny   | Profil Ostrawa przy współpracy ZG PZKO                         | Moravské tiskařské Závody,n.p.,Olomouc, provoz 21 Ostrava           | 7500        | 18,- Kčs   |
| 1987   | 1986          | XXVI    | Eva Sobková             | Piotr Przeczek i Otylia Toboła          | Profil Ostrawa przy współpracy ZG PZKO                         | Moravské tiskařské Závody,n.p.,Olomouc, provoz 21 Ostrava           | 6500        | 18,- Kčs   |
| 1988   | 1987          | XXVII   | Eva Sobková             | Piotr Przeczek i Otylia Toboła          | Profil Ostrawa przy współpracy ZG PZKO                         | Moravské tiskařské Závody,n.p.,provoz 21,Ostarva 1,                 | 6500        | 18,- Kčs   |
| 1989   | 1988          | XXVIII  | Eva Sobková             | Maria Grzegorz i Aleksandra Humel       | Profil Ostrawa przy współpracy ZG PZKO                         | Moravské tiskařské Závody,n.p.,provoz 21,Ostarva 1,                 | 6130        | 18,- Kčs   |
| 1990   | 1989          | XXIX    | Eva Sobková             | Otylia Toboła i Piotr Przeczek          | Profil,Ostrawa                                                 | Moravské tiskařské Závody,n.p.,provoz 21,Ostarva 1,                 | 6300        | 18,- Kčs   |
| 1991   | 1990          | XXX     | Eva Sobková             | Henryk Bittmar i Jan Rywik              | Profil Ostrawa przy współpracy ZG PZKO                         | Ostravské Tiskárny,s.p.,provoz 21,Ostarva 1                         | 2500        | 18,- Kčs   |
| 1992   | 1991          |         |                         | Zespół społeczników PZKO                | ZG PZKO Czeski Cieszyn                                         | Brňenské papírny s.p.,Czeski Cieszyn                                | 5000        | 23,- Kčs   |
| 1993   | 1992          |         |                         | Otylia Toboła                           | ZG PZKO Czeski Cieszyn                                         | PROprint,spół.z o.o.,Czeski Cieszyn                                 | 4500        |            |
| 1994   | 1993          | XXX     |                         | Otylia Toboła                           | ZG PZKO Czeski Cieszyn                                         | PROprint,spół.z o.o.,Czeski Cieszyn                                 |             |            |
| 1995   | 1994          | XXXI    |                         | Otylia Toboła                           | ZG PZKO Czeski Cieszyn                                         | FINIDR,s.a.,Czeski Cieszyn                                          |             |            |
| 1996   | 1995          | XXXII   |                         | Otylia Toboła                           | ZG PZKO Czeski Cieszyn                                         | FINIDR,s.a.,Czeski Cieszyn                                          |             |            |
| 1997   | 1996          | XXXIII  |                         | Otylia Toboła                           | ZG PZKO Czeski Cieszyn                                         | GAMpress Czeski Cieszyn                                             |             |            |
| 1998   | 1997          | XXXIV   |                         | Otylia Toboła                           | ZG PZKO Czeski Cieszyn                                         | FINIDR Czeski Cieszyn                                               |             |            |
| 1999   | 1998          | XXXV    |                         | Otylia Toboła                           | ZG PZKO Czeski Cieszyn                                         | FINIDR Czeski Cieszyn                                               |             |            |
| 2000   | 1999          | XXXVI   |                         | Otylia Toboła                           | ZG PZKO Czeski Cieszyn                                         | FINIDR Czeski Cieszyn                                               |             |            |
| 2001   | 2000          | XXXVII  |                         | Otylia Toboła                           | ZG PZKO Czeski Cieszyn                                         | FINIDR Czeski Cieszyn                                               |             |            |
| 2002   | 2001          | XXXVIII |                         | Otylia Toboła                           | ZG PZKO Czeski Cieszyn przy współudziale firmy EQUUS,sp.z o.o. | FINIDR Czeski Cieszyn                                               |             |            |
| 2003   | 2002          | XXXIX   |                         | Otylia Toboła                           | ZG PZKO Czeski Cieszyn                                         | FINIDR,sp.z o.o.,Czeski Cieszyn                                     |             |            |
| 2004   | 2003          | XXXX    |                         | Kazimierz Gajdzica                      | ZG PZKO Czeski Cieszyn                                         | FINIDR,sp.z o.o.,Czeski Cieszyn                                     |             |            |
| 2005   | 2004          | XLI     |                         | Kazimierz Gajdzica                      | ZG PZKO Czeski Cieszyn                                         | FINIDR,sp.z o.o.,Czeski Cieszyn                                     |             |            |
| 2006   | 2005          | XLII    |                         | Daniel Kadłubiec ….                     | ZG PZKO Czeski Cieszyn                                         | FINIDR,sp.z o.o.,Czeski Cieszyn                                     |             |            |
| 2007   | 2006          | XLIII   |                         | Daniel Kadłubiec ….                     | ZG PZKO w Republice Czeskiej                                   | FINIDR,sp.z o.o.,Czeski Cieszyn                                     |             |            |
| 2008   | 2007          | XLIV    |                         | Jan Kubiczek                            | ZG PZKO w Republice Czeskiej                                   | FINIDR,sp.z o.o.,Czeski Cieszyn                                     |             |            |
| 2009   | 2008          | XLV     | Kazimierz Santarius     | Kazimierz Santarius….                   | ZG PZKO w Republice Czeskiej                                   | Kartis + Co s r.o. Karwina                                          |             |            |
| 2010   | 2009          | XLVI    |                         | Kazimierz Gajdzica….                    | ZG PZKO w Republice Czeskiej                                   | FINIDR,sp.z o.o.,Czeski Cieszyn                                     |             |            |
| 2011   | 2010          | XLVII   | Zygmunt Stopa           | Kazimierz Kaszper i Kazimierz Santarius | ZG PZKO w Republice Czeskiej                                   | Kartis + Co s r.o. Karwina                                          |             |            |
| 2012   | 2011          | XLVIII  |                         | Izabela Kraus-Żur                       | ZG PZKO w Republice Czeskiej                                   | PRINTO,spol.s r.o.,Ostrawa                                          |             |            |
| 2013   | 2012          | XLIX    |                         | Otylia Toboła                           | ZG PZKO w Republice Czeskiej                                   |                                                                     |             |            |
| 2014   | 2013          | L       |                         | Otylia Toboła                           | ZG PZKO w Republice Czeskiej                                   | Kartis + Co s r.o. Karwina                                          |             |            |
| 2015   | 2014          | LI      |                         | Izabela Kraus-Żur                       | PZKO w Republice Czeskiej                                      | PRINTO,spol.s r.o.,Ostrawa                                          |             |            |
| 2016   | 2015          | LII     |                         | Izabela Kraus-Żur                       | PZKO w Republice Czeskiej                                      | PRINTO,spol.s r.o.,Ostrawa                                          |             |            |
| 2017   | 2016          | LIII    |                         | Izabela Kraus-Żur                       | PZKO w Republice Czeskiej                                      | PRINTO,spol.s r.o.,Ostrawa                                          |             |            |
| 2018   | 2017          |         |                         | Izabela Kraus-Żur                       | PZKO w Republice Czeskiej                                      |                                                                     |             |            |
| 2019   | 2018          |         |                         | Izabela Kraus-Żur                       | PZKO w Republice Czeskiej                                      |                                                                     |             | 100/120 Kč |
| 2020   | 2019          |         |                         | Izabela Kraus-Żur                       |                                                                |                                                                     |             |            |
| 2021   | 2020          |         |                         | Marian Siedlaczek                       |                                                                |                                                                     |             | 150 Kč     |

##### Autorzy tekstów
Henryk Jasiczek, Wilhelm Przeczek, Władysław Sikora, Gustaw Przeczek, Gustaw Morcinek, Józef Mazurek, Karol Piegza, Karol Zadrożny, Adam Wawrosz, Janusz Gaudyn, Dr. Jan Korzenny, Józef Ondrusz, Karol Mrózek, Jan Pyszko, Otylia Toboła, Antoni Szpyrc, Wincenty Szeliga, Lucyna Przeczek (Przeczek - Waszkowa), Stanisław Zahradnik, Władysław Oszelda, Adam Wiesław Berger, Alojzy Kluz, Stanisław Hadyna, Edward Buława, Daniel Kadłubiec, Rudolf Ochman, Józef Chmiel, Anna Filipek, Gustaw Sajdok, Czesław Gamrot, Aniela Kupiec, Danuta Chlup, Beata Mońko, Jarosław jot-Drużycki, Kazimierz Jaworski, Martyna Radłowska-Obrusnik,...

##### Autorzy ilustracji
Maria Tarska, Maria Malecka, Franciszek Świder, Bronisław Firla, Bronisław Liberda,...

##### Autorzy fotografii
Franciszek Bałon, Ivan Sláma, Otto Szlauer, Jan Byrtus, Tadeusz Wratny, Bronisław Bielan, Marek Santarius, Wiesław Przeczek, Marian Siedlaczek, Daniel Wacławek, Ela Jedzok, Marek Santarius...